# Nymphorgerius curticeps
Nymphorgerius curticeps är en insektsart som först beskrevs av Rauno E. Linnavuori 1965.  Nymphorgerius curticeps ingår i släktet Nymphorgerius och familjen Dictyopharidae. Inga underarter finns listade i Catalogue of Life.